# Gobovce
Gobovce – wieś w Słowenii, w gminie Naklo. W 2018 roku liczyła 61 mieszkańców.